# Leslie Feist
Leslie Feist (ur. 13 lutego 1976 w Nowej Szkocji) – kanadyjska autorka piosenek, gitarzystka i piosenkarka gatunków indie pop i indie folk, występująca jako Feist.
Jako wokalistka początkowo śpiewała przez około 5 lat w zespole Placebo (niemającym jednak nic wspólnego z brytyjskim Placebo). W 1998 przeprowadziła się do Toronto, w 1999 została gitarzystką w zespołach The Tragically Hip i By Divine Right. W tym samym roku zrealizowała swój debiutancki solowy album Monarch (Lay Your Jewelled Head Down).
Współpracowała z Broken Social Scene, Gonzalesem, Peaches, Manu Chao, Postal Service, Mocky, Jamie Lidellem, Jane Birkin, Apostle Of Hustle, Kings of Convenience i Kissogramem.
18 kwietnia 2006 wydała swój trzeci solowy album Open Season.

## Dyskografia

### Albumy
- Monarch (Lay Your Jewelled Head Down) (1999)
- Let It Die (2004)
- Open Season (2006)
- The Reminder (2007)
- Metals (2011)
- Pleasure (2017)

### Single
- Mushaboom (2004)
- One Evening (2004)
- Inside and Out (2005)
- Secret Heart (2006)
- 1234/My Moon, My Man (2007)
- I Feel It All (2008)
- Sea Lion Woman (2008)